# Parutîne, Oceac
Parutîne (în ucraineană Парутине) este localitatea de reședință a comunei Parutîne din raionul Oceac, regiunea Mîkolaiiv, Ucraina.

## Demografie
Componența lingvistică a localității Parutîne
     Ucraineană (87,63%)
     Rusă (11,82%)
     Alte limbi (0,4%)
Conform recensământului din 2001, majoritatea populației localității Parutîne era vorbitoare de ucraineană (87,63%), existând în minoritate și vorbitori de rusă (11,82%).